# Archidendron microcarpum
Archidendron microcarpum là một loài thực vật có hoa trong họ Đậu. Loài này được (Benth.) I.C.Nielsen miêu tả khoa học đầu tiên.